# Frespera
Frespera — род аранеоморфных пауков из подсемейства Amycinae в семействе пауков-скакунов (Salticidae). Оба вида встречаются только Венесуэле. Frespera meridionalis распространён на севере, тогда как Frespera carinata в частности на юге и западе.

## Виды
- Frespera carinata (Simon, 1902) — Венесуэла typus
- Frespera meridionalis Braul & Lise, 2002 — Венесуэла